# 똠 얌 꿍
똠 얌 꿍(태국어: ต้มยำกุ้ง)는 새우를 넣어 만든 똠 얌이다. 태국의 국민 음식 가운데 하나로 여겨진다.

## 이름
태국어 "똠 얌(ต้มยำ)은 "맵고 신 국"이라는 뜻이며, "꿍(กุ้ง)"은 "새우"를 뜻한다.

## 만들기
새우는 대가리를 떼고 껍데기를 까고 내장을 제거한다. 새우 대가리와 껍데기는 밑국물을 내는 데 쓴다. 국물에 레몬그래스, 큰고량강, 카피르라임 잎, 새눈고추 등을 넣어 우리고, 남 쁠라(어장)와 남 프릭 파오(고추 페이스트)로 간한다. 버섯(느타리버섯, 만가닥버섯, 팽이버섯 등)과 새우를 넣고, 익으면 라임 즙을 뿌린 다음 쿨란트로나 고수 잎을 곁들여 낸다.

## 변형
국물에 무당연유를 넣은 것은 똠 얌 꿍 남 콘(태국어: ต้มยำกุ้งนำ้ข้น)이라 불린다.

## 같이 보기
- 똠 카 까이